# 殺意の夏
『殺意の夏』（さついのなつ、フランス語原題：L'Été meurtrier / 英題：One Deadly Summer）は、ジャン・ベッケル監督が1983年に製作したフランス映画。
1978年にドゥ・マゴ賞を受賞したセバスチアン・ジャプリゾの同名小説をもとに、ジャン・ベッケル監督が1983年に製作したサスペンス作品である。カンヌ国際映画祭パルム・ドールにノミネートし、主演のイザベル・アジャーニがセザール賞主演女優賞を受賞した。

## ストーリー
フランス南部の小さな町にエリアーヌが両親とともに引っ越してくる。美しくセクシーな彼女の姿に、修理工で消防夫のパン・ポンはすぐに惹かれるが、彼女にはかつて母ポーラをレイプして妊娠させた実の父親を見つけ出し、復讐するという目的があった。レイプ犯が運んでいた自動ピアノがパン・ポンの亡父のものであることを知ったエリアーヌはパン・ポンに近づき、彼の家に「嫁」として入り込む。

## キャスト
- エリアーヌ・ヴィーク（エル） - イザベル・アジャーニ： アラーム出身の派手な女性。19歳。
- フロリモン・モンテチアリ（パン・ポン） - アラン・スーション（フランス語版）： 修理工で民間消防員。亡父レロは南イタリア出身。
- ニーヌ - シュザンヌ・フロン（フランス語版）： パン・ポンの母の姉。空襲で耳が不自由に。「コニャータ（イタリア語で義理の姉）」と呼ばれている。
- モンテチアリ夫人 - ジェニー・クレーヴ（フランス語版）： パン・ポンの母。ディーニュ出身。スコットランド系。
- ポーラ・ヴィーク・ドヴィーニュ（エヴァ・ブラウン） - マリア・マチャド： エルの母。ドイツ人。
- カラミテ・デュー - イヴリーヌ・ディディ（フランス語版）： エルを愛するレズビアンの女性教師。
- ルバレック - ジャン・ガヴァン（フランス語版）： 製材所のオーナー。かつてモンテチアリ家の自動ピアノを妹の夫トゥーレと運搬した。
- ミッキー - フランソワ・クリュゼ： パン・ポンの弟。材木運搬の仕事に従事。自転車レースの選手。
- ブブ - マニュエル・ジェラン（フランス語版）： パン・ポンの13歳下の末弟。成績優秀で大学進学予定。
- アンリ（アンリ四世） - ロジェ・カレル（フランス語版）： パン・ポンが働く自動車修理工場の親方。妻がパン・ポンと同窓。
- ガブリエル・ドヴィーニュ - ミシェル・ガラブリュ： エルの父。足が不自由。
- トゥソー看護師 - マリー＝ピエール・ケイシー（フランス語版）
- ジョゼット - セシル・ヴァソール（フランス語版）： ミッキーの恋人。
- 女医 - エディット・スコブ
- （役名不明）[1] - ヴィジニー・ヴィニョン
- ジョルジュ・マシーニュ - マルタン・ラモット（フランス語版）： パン・ポンの友人。エルと付き合っていた。

## スタッフ
- 監督 - ジャン・ベッケル
- 脚本 - セバスチアン・ジャプリゾ
- 原作 - セバスチアン・ジャプリゾ
- 音楽 - ジョルジュ・ドルリュー
- 撮影 - エチエンヌ・ベッケル（フランス語版）、ジャック・ドロー

## 受賞・ノミネート
| 映画祭・賞      | 部門                      | 候補                     | 結果       |
| --------------- | ------------------------- | ------------------------ | ---------- |
| 第9回セザール賞 | セザール賞作品賞          |                          | ノミネート |
| 第9回セザール賞 | セザール賞監督賞          | ジャン・ベッケル         | ノミネート |
| 第9回セザール賞 | セザール賞脚本賞※脚色部門 | セバスチアン・ジャプリゾ | 受賞       |
| 第9回セザール賞 | セザール賞主演男優賞      | アラン・スーション       | ノミネート |
| 第9回セザール賞 | セザール賞主演女優賞      | イザベル・アジャーニ     | 受賞       |
| 第9回セザール賞 | セザール賞助演男優賞      | フランソワ・クリュゼ     | ノミネート |
| 第9回セザール賞 | セザール賞助演女優賞      | シュザンヌ・フロン       | 受賞       |
| 第9回セザール賞 | セザール賞音楽賞          | ジョルジュ・ドルリュー   | ノミネート |
| 第9回セザール賞 | セザール賞編集賞          | ジャック・ウィッタ       | 受賞       |